# 猪瀬徹
猪瀬 徹（いのせ とおる、1976年4月10日 - ）は栃木県小山市出身の全日本プロドリフト選手権（D1グランプリ）に参戦していたレーサー、チューニングショップ「FRIENDS（フレンズ）」代表。愛称は「修造」。

## 略歴
600馬力を超えるハイパワーエンジンをミドルウェイトボディのシルビアに積み込むことにより、パワーを活かした進入速度で知られている。D1へは初年度から参戦しているが、追走の技術が他のドライバーと比べて見劣りするということもあり、当初はなかなか思うような結果を残せないでいた。しかし、2004年度から投入したS15シルビアの熟成に加え、2006年度になるとスピード重視の単走が功を奏し、追走の常連となる。2007年度はベスト8への進出機会も増加し、シーズン終了地点で自己最多の23ポイントを獲得した。一方D1ストリートリーガルにおいては正式にシリーズ戦として始まった2006年度の第3戦（宮城県・スポーツランドSUGO開催）で初優勝を飾っている。
また、ドラッグマシンの製作も多く手掛けており、ハイパワーで高トラクションのマシン作りを得意とする。D1にも出走経験のあるS14シルビア顔のS15シルビアは、その後ドラッグレースで使われて数々の成績や記録を挙げているほか、1000馬力を超えるチューニングがなされた2JZ-GTEを積み込むJZX110マークIIやJZS161アリスト（後述の「エピソード・武勇伝」項を参照のこと）を製作した実績もある。特にJZX110のほうではOption誌の最近の人気企画である「小野ビット隊が行く!!」において、2009年3月号掲載分で349.8km/hという速度を記録した。

## エピソード・武勇伝
- 静かで落ち着いているところが好きなようで、騒がしい場所は嫌いだという。
- コラムを持っているだけあり、「Option」よりも「Option2」を読んでいる時間が長いという。
- ラジコンが趣味。主にドリフトラジコン。ヨコモドリフトミーティングの参加をきっかけに熱意を持ったとのこと。
- 2006年には約1000馬力の出力を持つアリストを製作し、D1ストリートリーガルに出場した。なお、ビデオ上ではスモッグマン徹と名乗っていた事もあり、その名の通りコースが見えなくなる程の白煙を発生させ、野村謙を助手席に乗せた車両紹介時には走行会を一時中断させてしまう程であった。